# Sea War Museum Jutland
Sea War Museum Jutland (tidligere Søkrigsmuseet) er et krigsmuseum dedikeret til søslag, der ligger i Thyborøn, Nordjylland. Det blev grundlagt af Gert Normann Andersen og åbnede d. 15. september 2015. Det omhandler primært slaget ved Jylland, men også andre slag under første verdenskrig. Ved museet findes også Mindeparken for Jyllandsslaget, der mindes de over 8600 sømænd fra både Storbritannien og Tyskland der døde under slaget.
Museets udstilling omfatter følgende:
- Britiske og tyske ubåde
- Søslaget ved Jylland
- Slaget ved Helgoland
- Slaget ved Dogger Banke
- Luftkrigen over Nordsøen
- RMS Lusitania og U 20
- Sømineudstilling
- Torpedoudstilling
- Marinarkæologi